# アテナ (バンド)
アテナ（Athena）は、トルコのパンクバンド。1987年より活動している。

## メンバー
- Gökhan Özoğuz（ボーカル）
- Hakan Özoğuz（ギター）
- Ozan Musluoğlu（ベース）
- Burak Gürpinar（ドラム）